# Ла-Кабрера (Мадрид)
Ла-Кабрера (ісп. La Cabrera) — муніципалітет в Іспанії, у складі автономної спільноти Мадрид. Населення — 2490 осіб (2010).
Муніципалітет розташований на відстані близько 50 км на північ від Мадрида.
На території муніципалітету розташовані такі населені пункти: (дані про населення за 2010 рік)
- Ла-Кабрера: 2446 осіб
- Ла-Асперілья: 4 особи
- Ла-Кабреріта-і-Ель-Робле: 32 особи
- Ель-Конвенто: 0 осіб
- Ла-Енсеррада: 0 осіб
- Ла-Рабусера: 8 осіб

## Демографія
Динаміка населення (INE ):